# Lei de Vestmânia
A Lei da Vestmânia (em sueco: Västmannalagen) foi a lei oficial da província da Vestmânia, na Suécia. Foi escrita no século XIII e sobreviveu em três manuscritos completos, todos do mesmo século, e parcialmente em dois manuscritos do século XIV.

## Manuscritos e edições

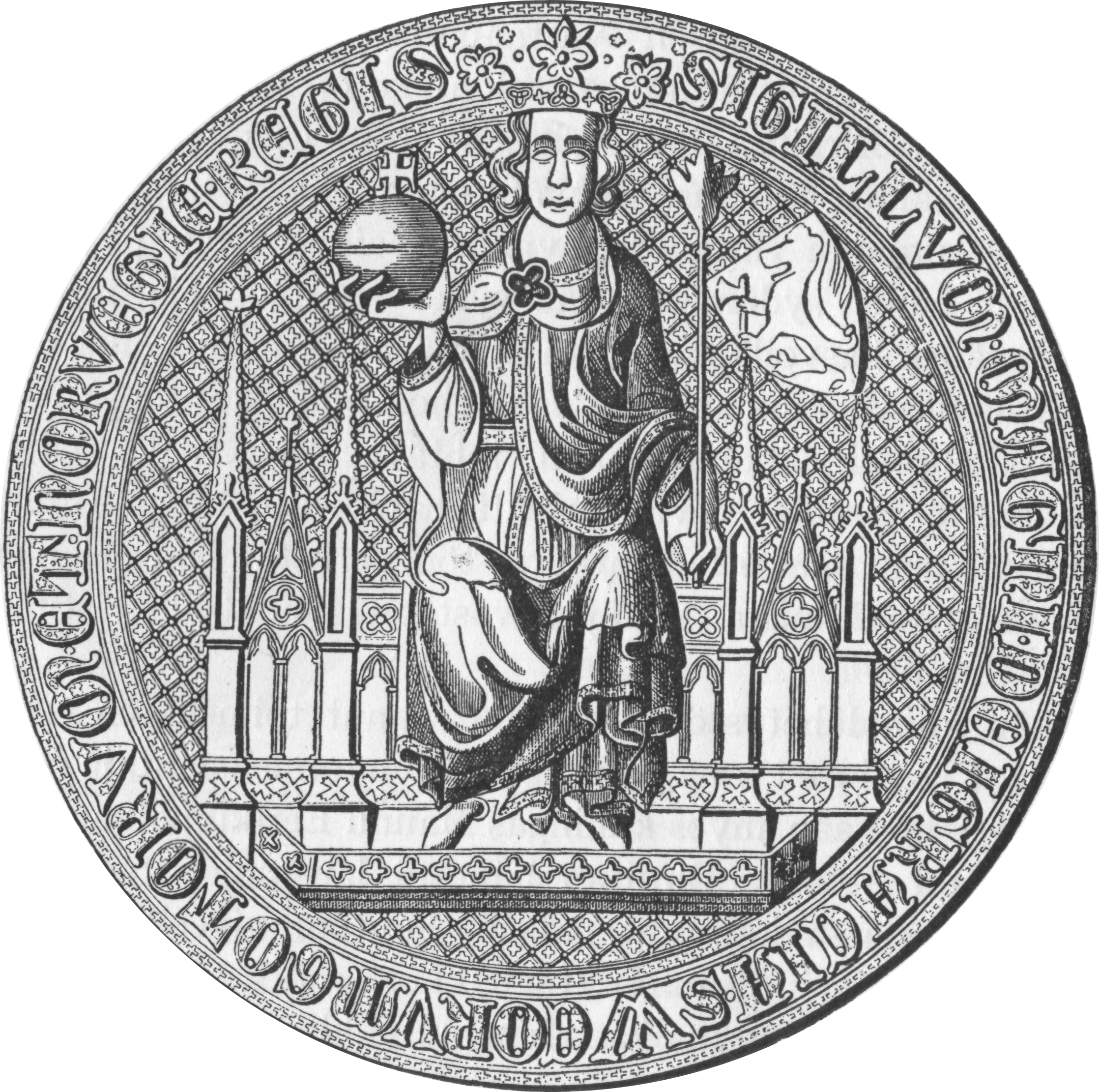
Selo de r.

A Lei da Vestmânia sobreviveu em três manuscritos completos. O primeiro é o Códex Holmiense B57, que Carl Johan Schlyter chamou Hs. B e descreveu como o mais recente. O segundo é o manuscrito Códex Holmiense B56, o Hs. C de Schlyter; possui divisão distinta de capítulos que o manuscrito B57, fazendo dele talvez uma versão mais recente do que o B57 e ambos pertence à primeira metade do século XIII. O terceiro é o Códex Holmiense B55, chamado Hs. D por Schlyter. É o mais recente dos três, mas tem grandes similaridade com o B56, tendo provavelmente sido produzido na segunda metade do século XIII. A seção eclesiástica da Lei da Vestmânia também aparece em dois manuscritos da "lei da terra" (Landrecht) de Magno IV (r. 1319–1364); o Códex Upsaliense B10 do fim do século XIV e o Lag Nº43 da Biblioteca Real de Estocolmo, que data da segunda metade do século XV e tem os capítulos 3-20 da seção eclesiástica. Por fim, há alguns trechos da lei do Códex Upsaliense B53, do século XVI. Além da edição de Schlyter, há uma publicação de Ignatius Meurer de 1666, uma versão latina João Locênio pouco posterior que omitiu a seção eclesiástica, uma neo-sueca de Åke Holmbäck e Elias Wessén de 1936 e outra de Karl Karlsson Siljestrand, que examinou a flexão das palavras no código.
O manuscrito B54 (Hs. B54) da Biblioteca Real de Estocolmo preserva a chamada Lei da Dalecárlia, que por muito tempo se acreditou ser um código legal diferente. Contudo, a julgar que por muito tempo a Dalecárlia pertencia à Vestmânia, não sendo possível entender que a primeira tinha autonomia legal para possuir seu próprio código durante a Idade Média, e hoje se pensa que nada mais era do que uma versão mais antiga da Lei da Vestmânia. A datação do manuscrito é incerta, com pelo menos quatro datas (1279, 1296, 1298 e 1327) já tendo sido propostas. Mas independente desta questão, a composição da Lei da Vestmânia ainda está envolta em dúvidas. Não se sabe se foi convocada uma comissão para elaboração das leis como nas Leis da Sudermânia e Uplândia, bem como falta uma confirmação régia do código. Presumivelmente o ting da região encomendou ao porta-voz legal (legífero) o registro das leis, talvez com a consulta de outros especialistas. A Lei da Vestmânia apresenta várias similaridades com àquela da Uplândia, e pode ter sido feita no tempo de Magno III (r. 1270–1290), cujo reinado foi muito preocupado com questões legais. Ainda que semelhantes, o código da Vestmânia tinha suas peculiaridades que foram mantidas, enquanto no da Uplândia foram excluídas, alteradas ou complementadas. A julgar que a Lei da Vestmânia possui partes da Lei da Uplândia de 1296, ela só poderia ter sido compilado depois dessa data. Pensa-se que foi compilada entre 1298-1318 ou depois, mas certamente até no máximo 1327, se assumido que também possa ter tomado de empréstimo elementos da Lei da Sudermânia. De qualquer forma, após 1347 deixou de ser aplicada com a criação da Lei Nacional de Magno IV de ca. 1350, o que foi confirmado num documento de 13 de junho de 1352.

## Conteúdo
Diferente da Lei da Uplândia, a Lei da Vestmânia apresenta vários problemas de apresentação de seu conteúdo. Textos de diferentes fontes às vezes são tão mal combinados que surgiram ambiguidades e contradições ou a estrutura frásica é falha. Formulações autônomas são comumente inferiores àquelas adotadas pela Uplândia e o texto não é ordenado logicamente e não é dividido em capítulos, razão pela qual há longos capítulos não estruturados. A lei começa com um prefácio, que inclui a sentença land skulo mæp laghum byggiaz oc æi mæp walds wærcum (a terra deve ser construída com justiça e não com atos de violência) e uma enumeração das oito seções do código e seus capítulos. O livro legal começa com o direito eclesiástica, seguido da seção do rei com o direito juramentado. A próxima seção começa com a lei de família, seguida pela lei de herança. A seção de santidade contém o direito penal; a seção da propriedade conta com 18 capítulos; a seção de vendas, 14; a seção da aldeia, 28; e a conclusão fala do direito processual, com 24 capítulos. Diferente da Lei da Uplândia que melhor atendias às demandas da aristocracia e clero, a Lei da Vestmânia se destinava, sobretudo, a legislar para os camponeses.